# Gustav Rheinberger

Gustav Rheinberger an seinem 70. Geburtstag

 Gustav Rheinberger  (* 30. Juni 1889 in Pirmasens; † 23. Januar 1968 in Douala, Kamerun) war ein deutscher Unternehmer. Ihm gelang es, das Unternehmen Rheinberger zur größten Schuhfabrik Deutschlands auszubauen.

## Leben und Werk
Gustav Rheinberger wurde als einer der Söhne des Schuhfabrikanten und Kommerzienrats Eduard Rheinberger (1856–1918) geboren.
Nach dem Besuch des Progymnasiums Pirmasens und der Handelsschule in Lausanne absolvierte er eine kaufmännische Lehre in Paris. Ab 1907 folgte eine Anstellung in London, bevor er am 1. Februar 1909 in den väterlichen Betrieb eintrat.
Nach dem Ersten Weltkrieg, aus dem er als Leutnant der Reserve zurückkehrte, übernahm Gustav Rheinberger zusammen mit seinem Bruder Robert (1894–1937) nach dem Tod des Vaters am 10. März 1918 die Leitung des Unternehmens. Im Juni 1919 heiratete Gustav Rheinberger Doris Kapff aus Göppingen, Tochter von Ernst Kapff (1863–1944), dem väterlichen Freund, Lehrer und Förderer des jungen Hermann Hesse. Aus der Ehe gingen drei Töchter hervor, darunter die Bildhauerin Gerda Kratz, die den Bildhauer und Hochschullehrer Max Kratz heiratete. 1932 fand – zum 50-jährigen Bestehen des Unternehmens Rheinberger – die Einweihung der Rheinberger-Siedlung statt. Neue Absatzmärkte wurden erschlossen und die Beschäftigtenzahl stieg auf fast 2300 Mitarbeiter an. 
Nach der nahezu völligen Zerstörung der Fabrikanlagen in Offenbach und größeren Schäden in Pirmasens nahm man mit 30 Arbeitern 1945 die Produktion wieder auf. Gustav Rheinberger gelang es in wenigen Jahren, die größte Schuhfabrik Deutschlands mit über 2500 Mitarbeitern zu schaffen.
Gustav Rheinberger zeigte besonderes soziales Engagement für seine Mitarbeiter. So entstanden von 1927 bis 1928 ein Altersheim für Betriebsangehörige und auch Senioren der Stadt Pirmasens mit 48 Zimmern und 1935 die erste Betriebskantine der Stadt, die Eduard-Rheinberger-Wohnsiedlung sowie 1937 ein Betriebskindergarten, eine Werkssparkasse, eine Sterbe- und Unterstützungskasse sowie eine Pensionskasse. Die Firma Rheinberger beteiligte sich allerdings auch unter seiner Leitung während des Zweiten Weltkrieges neben anderen großen Unternehmen wie Salamander und Fagus an Materialtestversuchen auf der Schuhprüfstrecke im KZ Sachsenhausen, bei denen zahlreiche Häftlinge ums Leben kamen.
1954 wurde ihm das Große Verdienstkreuz des Verdienstordens der Bundesrepublik Deutschland verliehen. Anlässlich des 75-jährigen Firmenjubiläums 1957 wurde Gustav Rheinberger Ehrenbürger der Stadt Pirmasens. Außerdem war er Ehrenmitglied der Deutschen Schuhindustrie, Ehrensenator der Wirtschaftshochschule Mannheim sowie Vizepräsident der IHK Pfalz.
Nachdem er sich aus der Firmenführung zurückgezogen hatte, wollte der passionierte Reiter, Tier- und Pflanzenfreund im Januar 1968 die in freier Wildbahn lebenden Tiere Afrikas sehen. Von seiner Reise nach Kamerun kehrte Gustav Rheinberger nicht mehr zurück. Er starb am 23. Januar 1968 im Krankenhaus von Duala.